# Segestria florentina

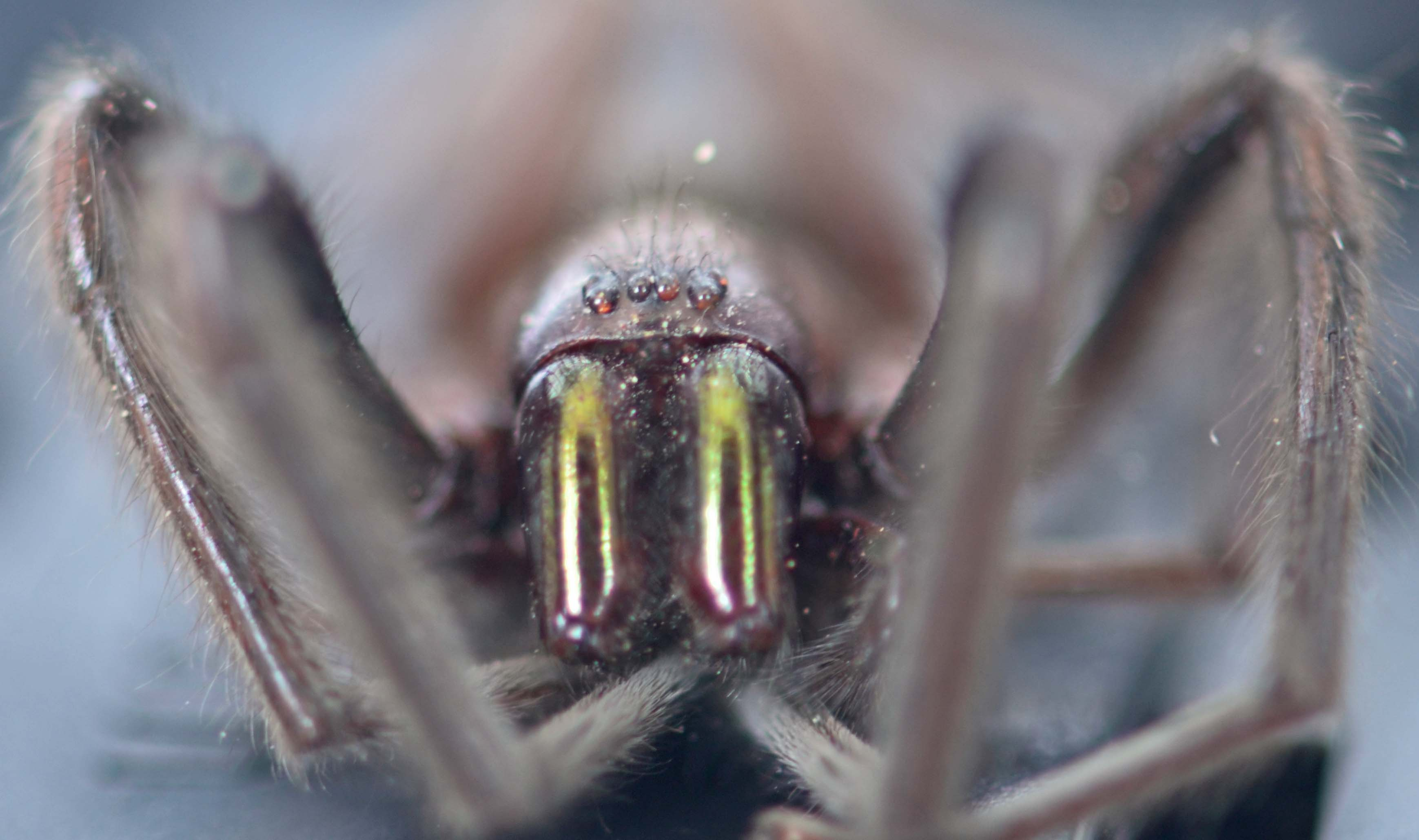
Segestria florentina, vista frontale, in primo piano i cheliceri

Segestria florentina (Rossi, 1790) è un ragno appartenente alla famiglia Segestriidae.

## Descrizione
È un ragno di medie dimensioni. Il suo corpo può raggiungere una lunghezza di 32 mm nelle femmine e 15 mm nei maschi e presenta due vistosi cheliceri nella parte anteriore. Presenta una colorazione più scura delle altre specie.

## Biologia
Come tutti i ragni è un predatore. La sua strategia di caccia consiste nel nascondersi in fessure nel terreno da cui partono dei fili di ragnatela che arrivano fino alle sei zampe anteriori del ragno. Quando una preda tocca i fili il ragno scatta fuori dalla tana sorprendendo il malcapitato, per poi ritirarsi immediatamente per mangiarlo. Si nutre di altri artropodi. Quando cattura api e vespe le morde vicino alla testa, sicché il loro pungiglione rimane lontano dal ragno. 

## Distribuzione
Originaria dell'Europa Mediterranea, si è poi diffusa, anche a causa dei traffici umani, in Gran Bretagna e in America meridionale..